# Libano ai Giochi della XXII Olimpiade
Il Libano partecipò ai Giochi della XXII Olimpiade, svoltisi a Mosca, Unione Sovietica, dal 19 luglio al 3 agosto 1980, con una delegazione di 15 atleti impegnati in otto discipline.